# Natural Born
Natural Born è il secondo album solista di Masami Shiratama pubblicato il 20 giugno 2007 dall'etichetta discografica Sony Music.

## Il disco
A differenza del precedente Great Pleasure, quasi tutti i brani presenti in Natural Born sono cantati, e sono presenti le collaborazioni dei cantanti Yūsuke (al tempo High and Mighty Color, oggi Sun Of A Starve), Kōhshi Asakawa (Flow) e Take (Skoop on Somebody). L'album fu anticipato dai singoli Metal Cool e Honnō (ホンノウ?), pubblicati il 1º novembre 2006 e il 29 maggio 2007. L'album presenta anche un DVD contenente i videoclip di Honnō e Metal Cool, e il making of delle tracce in collaborazione con altri artisti.

## Tracce
Testi e musiche di Tama, tranne dove indicato.

### CD
1. Honnō (ホンノウ?) (Tama, Yūsuke)
2. The Party
3. Wild Adventure
4. Easy Going
5. Kimi no imi (君の意味?)
6. Gyōretsu parēdo (行列パレード?)
7. Metal Cool
8. Moete iru hikari (燃えている光?)
9. Unmei mo kimi mo magarikunette iru Road (運命も君も曲がりくねっているRoad?)
10. Gray
11. Natural Born

### DVD
1. Honnō (music clip) (「ホンノウ」Music Clip?)
2. Metal Cool (music clip)
3. Recording with Yūsuke (Recording with ユウスケ（HIGH and MIGHTY COLOR）?)
4. Recording with KOHSHI（FLOW）
5. Recording with TAKE（Skoop on Somebody）

## Formazione
- Masami Shiratama – voce, chitarre, tromba, tastiere, basso, programmazione
- Yūsuke Kuniyoshi – voce in Honnō
- Kōhshi Asakawa – voce in Easy Going
- TAKE – voce in Moete iru hikari